# Brachypogon emphuxi
Brachypogon emphuxi är en tvåvingeart som först beskrevs av Vattier och Adam 1966.  Brachypogon emphuxi ingår i släktet Brachypogon och familjen svidknott.
Artens utbredningsområde är Kongo. Inga underarter finns listade i Catalogue of Life.